# Карамарт
Карамарт (кирг. Карамарт) — село в Сузакском районе Джалал-Абадской области Кыргызстана. Административный центр Кыз-Кёльского айылного аймака.

## География
Село расположено в юго-восточной части области, на берегу реки Кара-Март, на расстоянии приблизительно 30 километров (по прямой) к северо-востоку от села Сузак, административного центра района. Абсолютная высота — 1305 метров над уровнем моря.

## Население
Согласно оценочным данным Национального статистического комитета Кыргызской Республики, численность населения села на начало 2023 года составляла 3918 человек.
| год     | 2009 | 2014 | 2015 | 2020 | 2021 | 2023 |
| ------- | ---- | ---- | ---- | ---- | ---- | ---- |
| человек | 3226 | 3413 | 3228 | 3715 | 3833 | 3918 |